# Sitnitskij Kanal
Sitnitskij Kanal (ryska: Ситницкий Канал) är en kanal i Belarus. Den ligger i den centrala delen av landet, 190 km söder om huvudstaden Minsk.
I omgivningarna runt Sitnitskij Kanal växer i huvudsak blandskog. Runt Sitnitskij Kanal är det ganska glesbefolkat, med 27 invånare per kvadratkilometer.